# Théodore Bachelet
Jean-Louis-Théodore Bachelet (Pissy-Pôville, 15 gennaio 1820 – Rouen, 26 settembre 1879) è stato un lessicografo, bibliografo e musicologo francese.

## Biografia
Dopo aver studiato al Lycée Pierre Corneille a Rouen e al Lycée Hoche a Versailles, entrò nella École normale nel 1840 ed è diventato professore di storia nel 1846. Successivamente è diventato un insegnante di storia nei college: Le Havre, Chartres e St. Quentin, poi nelle scuole superiori a Clermont-Ferrand e Coutances, è stato nominato nel 1847 professore di storia a Lycée di Rouen. Ha donato la sua collezione di spartiti presso la Biblioteca di Rouen ed diventato responsabile dopo il 1873.

## Pubblicazioni
In collaborazione con Charles Dezobry, Bachelet ha scritto:
- Dictionnaire Général de Biographie et d'Histoire, de Mythologie, de Géographie ancienne et Moderne comparée, des Antiquités et des Institutions grecques, romaines, françaises et étrangères, Paris, 1857 and 1863. Reprint: Paris, Delagrave, 1889, 2 vol., 2989 p. ;
- Dictionnaire des Lettres, des Beaux-Arts et des Sciences Morales et Politiques, Paris, 1863.

Le sue opere
- 1837: Psaumes et cantiques en faux bourdon, Rouen, Fleury Fils Ainé.
- 1852: La Guerre de cent ans, Rouen, Mégard; rééd. Nîmes, Lacour, 2013.
- 1863: Les Français en Italie au XVI, Rouen, Mégard.
- 1853: Mahomet et les Arabes, Rouen, Mégard
- 1853: Les Rois catholiques d’Espagne, Rouen, Mégard.
- 1859: les Grands Ministres français : Suger, Jacques Cœur, Sully, Richelieu, Mazarin, Colbert
- 1868: Histoire de Napoléon Ier, Rouen, Mégard
- 1863: Saint-Louis roi de France
- 1868–75: Cours d’histoire, 3 vol., Paris, A. Courcier, 1878-1885.
- 1869: François Ier et son siècle
- 1871–74: Cours d’histoire de France, 3 vol., Paris, A. Courcier, 1874-1879.
- 1864: Les Hommes illustres de France, Rouen, Mégard.
- 1874: Histoire des temps modernes, Paris, A. Courcier.
- 1886: Les Arabes : origine, mœurs, religion, conquêtes, Rouen, Mégard.